# Izvidniško letalo
Izvidniško letalo je vojaško letalo, opremljeno posebej za opazovanje sovražnih sil iz zraka. Lahko ima tudi obrambno (mitraljez) ali napadalno oborožitev (bombe), največkrat pa ni oboroženo.
Letala se za namene izvidovanja (predvsem vojaškega) uporabljajo že od vsega začetka. Na začetku so bila letala uporabljena predvsem za izvidovanje, posadka pa je bila oborožena z ročnim strelnim orožjem (iz tega so se kasneje razvila lovska letala). V času 2. svetovne vojne so začeli uporabljati letala, posebej namenjena za izvidovanje (po navadi predelana lovska letala in bombniki), katerih odlika je bila visoka hitrost in/ali velika operativna višina, kar je zmanjševalo možnost sestrelitve.
Po drugi svetovni vojni so bila za izvidovanje pretežno uporabljena reaktivna letala, ki so lahko dosegala velike višine in hitrosti. Rezultat težnje po večji višini in hitrosti sta bili na primer ameriški letali U-2, sposobno letenja na veliki višini in SR-71, katerega odlika je bila izredno visoka hitrost. Z razvojem satelitov v šestdesetih letih 20. stoletja so namenska izvidniška letala postala manj pogost način za zbiranje podatkov. Izvidniška letala se danes uporabljajo pretežno za elektronsko izvidovanje.
V zadnjih letih se za izvidništvo pogosto uporabljajo brezpilotna letala. Ravno tako pa tudi v novejša vojaška letala s človeško posadko vgrajujejo opremo za zračno izvidovanje, s čimer bi letala poleg bojnih nalog lahko opravljala tudi naloge zbiranja podatkov.